# São Miguel do Anta
São Miguel do Anta es un municipio brasilero del estado de Minas Gerais. Su población estimada en 2004 era de 6.808 habitantes.

## Historia
Según la tradición, el poblado que dio origen al municipio habría surgido en torno de una capilla, erguida en honra a Nuestra Señora de la Concepción, en tierras donadas por agricultores, a inicios del siglo XIX. Los moradores bautizaron el lugar como São Miguel do Anta, debido a la vinculación con la parroquia de São Sebastião da Piedra del Anta. En 1857, pasa a ser distrito de paz en la parroquia del Anta, con el nombre de São Miguel.